# ロバート・トーマス・ジュニア
ロバート・トーマス・ジュニア（Robert Thomas Jr.）は、アメリカ合衆国のジャズ・パーカッショニスト兼ハンド・ドラマーである。ビバップおよびハンド・ドラミングにおけるイノヴェーターとして知られ、2つのグラミー賞にノミネートされている。また、画家として活動するヴィジュアル・アーティストでもある。

## 人生とキャリア
ロバート・トーマス・ジュニアは、7人兄弟の長男としてマイアミに生まれ、ノース・マイアミ・ビーチで育った。小学5年時の先生から音楽の道に進むよう勧められたが、楽器も持っておらず、トーマスは自分の机でパーカッションを演奏することを学んだ。16歳のときに、オーク・グローブ宣教師バプテスト教会の合唱団で歌うようになり、教会やナイトクラブで演奏する地元のグループであるブルームフィールド・ファミリーとともにパーカッションを演奏し始めた。彼はローディーとして参加していたが、プライベート・パーティでグループに加わってパーカッションを演奏してから、メンバーとして演奏するようになった。まだ未成年だったが、キャスタウェイ・ホテルの「レック・バー」などの会場でグループと一緒に演奏した。
高校卒業後、トーマスはマイアミ・デイド・コミュニティ・カレッジで学んだ。この間、彼はジャズと出会い、ゴールドダスト・ラウンジにてサックス奏者のジェット・ネロと演奏し始めたり、アイラ・サリヴァン、ビリー・マーカス、ズート・シムズ、サド・ジョーンズ、モンティ・アレキサンダー、メル・ルイスなど、その他のアーティストとも演奏するようになった。1970年代後半、トーマスはマイアミ・スプリングスにてジャコ・パストリアスと一緒に慈善ライブで演奏した。その後まもなく、トーマスはコネチカット州ニューヘイブンでのライブ・パフォーマンスにて、ジョー・ザヴィヌルとウェイン・ショーターによるフュージョン・グループ、ウェザー・リポートのオーディションを受けた。トーマスは後に、彼らがラテン・スタイルのパーカッションではなく、ビバップを演奏できる人物を探していたことを語っている。彼はフランスに定住しながら、1982年までウェザー・リポートで演奏を続けた。グループが解散した後、トーマスはマイアミに再び定住し、その後すぐに地元のレーベルで自身による音楽『In the Dreamtime』というソロCDを発表した。彼は1994年までザヴィヌルとともに仕事し続けた。
ウェザー・リポートの他に、トーマスは、ザヴィヌル・シンジケート、ジャコ・パストリアスのワード・オブ・マウス、スタン・ゲッツ、デイヴィッド・サンボーン、カルロス・サンタナ、エディ・ハリス、ブランフォード・マルサリス、ハービー・マン、アーマッド・ジャマル、ロベルト・ペレーラなどの個性的なアーティストたちと共演した。彼が演奏した世界のアーティストには、シタール奏者のアミタヴァ・チャタルジー (Amitava Chatterjee)や、アフリカのアーティストであるヴィンクスが含まれている。トーマスは広範囲にわたるディスコグラフィを持っており、いくつかソロCDを発表してきた。そこでは、コンガ・ドラム、管楽器、ギター、アフリカのボウ・ハープなど、さまざまな楽器を混ぜ合わせたものを演奏している。
トーマスはジェーン・トーマスと結婚しており、息子のスペンサーがいる。